# Biserica Luterană din Turda

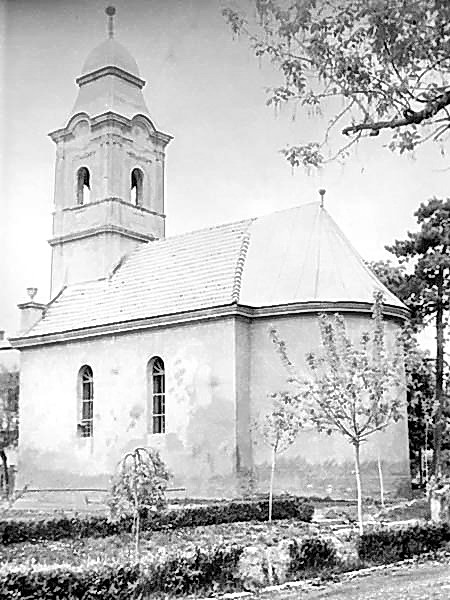
Fosta Biserică Luterană din Turda

Biserica luterană (Biserica Evanghelică-Luterană de Confesiune Augustină C.A.) se afla în Piața 1 Decembrie 1918 din municipiul Turda.
Inițial (1204) a fost o biserică romano-catolică, cu hramul Sf.Ladislau (Szent László), amplasată în satul Bisericani (Satul Bisericii, Egyházfalva), sat alipit orașului Turda în anul 1602. Probabil biserica a aparținut la început ordinului de cavalerie al cruciaților teutoni sași. În anul 1331 cruciaților le-au urmat călugări paulini. Vechea biserică a fost demolată și înlocuită cu o nouă biserică în prima jumătate a secolului al XVII-lea. După desființarea Ordinului Paulin în 1780, în urma reformelor împăratului Iosif al II-lea, biserica a fost abandonată, apoi cumpărată de mica comunitate luterană a orașului, la începutul secolului al XIX-lea.
Clădirea a fost demolată de autoritățile comuniste în anul 1986 (cu acordul Sinodului Luteran din Sibiu) din lipsă de credincioși.
De câțiva ani (după 1989), există un nou lăcaș de cult luteran în Turda, o casă de rugăciuni pe str. V. Alecsandri nr.12.

## Galerie de imagini

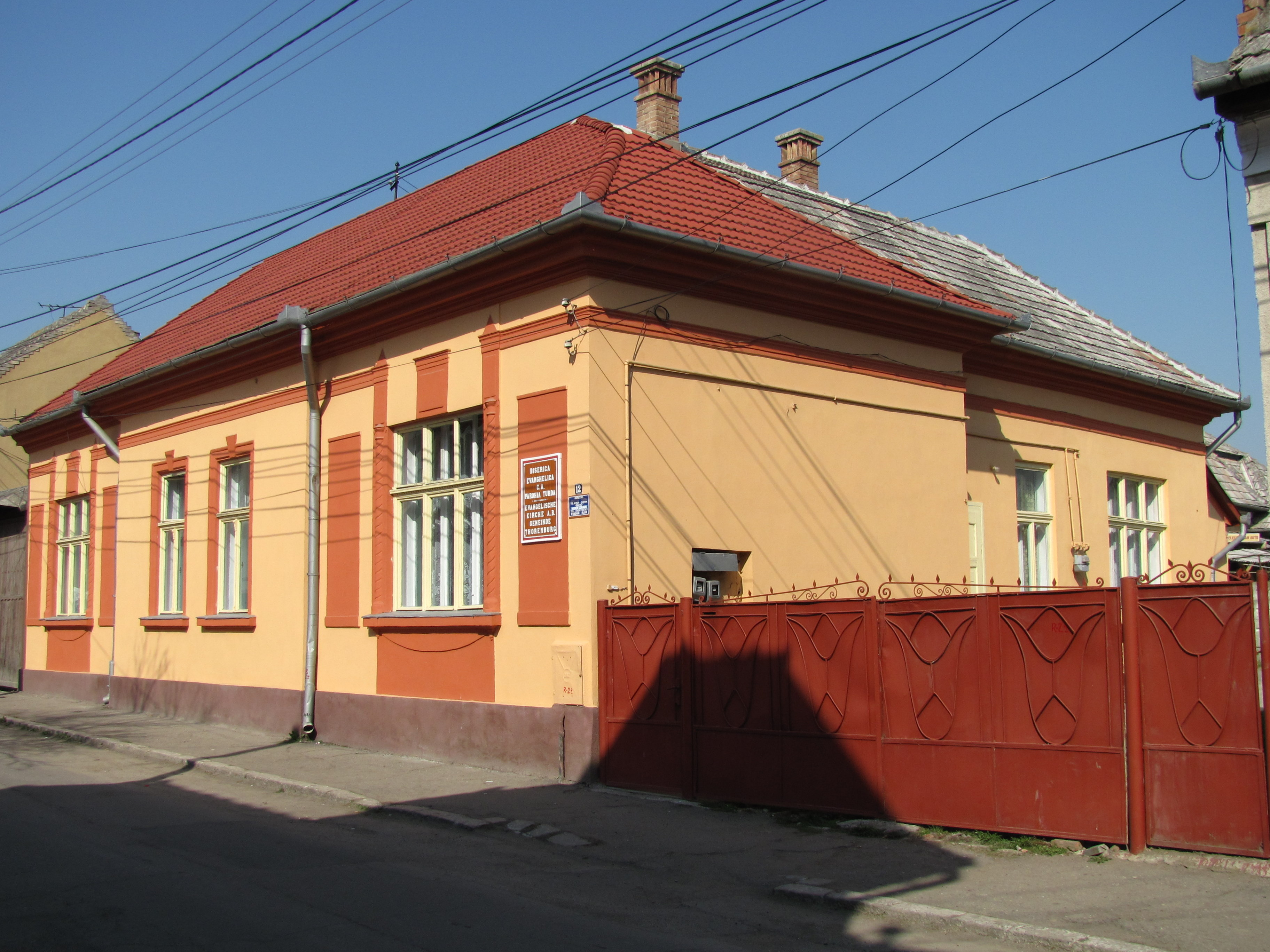
Casa actuală de rugăciuni luterană din Turda (str.Alecsandri 12)